# St Levan
Koordinaten: 50° 2′ N, 5° 40′ W
| \| St Levan \|    |
| Lage von St Levan |
| St Levan          |

| St Levan |

St Levan (kornisch: Sen Selevan) ist eine 9,7 km² große Gemeinde im ehemaligen District Penwith in der Grafschaft Cornwall in England. Die Gemeinde umfasst die Siedlungen St Levan, Trethewey, Treen und Porthcurno und liegt etwa 12,7 km westlich von Penzance. Sie liegt außerdem an der Irischen See und grenzt im Norden an die Gemeinden Sennen und St Buryan (zu welcher St Levan einst teilweise gehörte). Zu erreichen ist der Ort über die B3315 Richtung Land’s End.

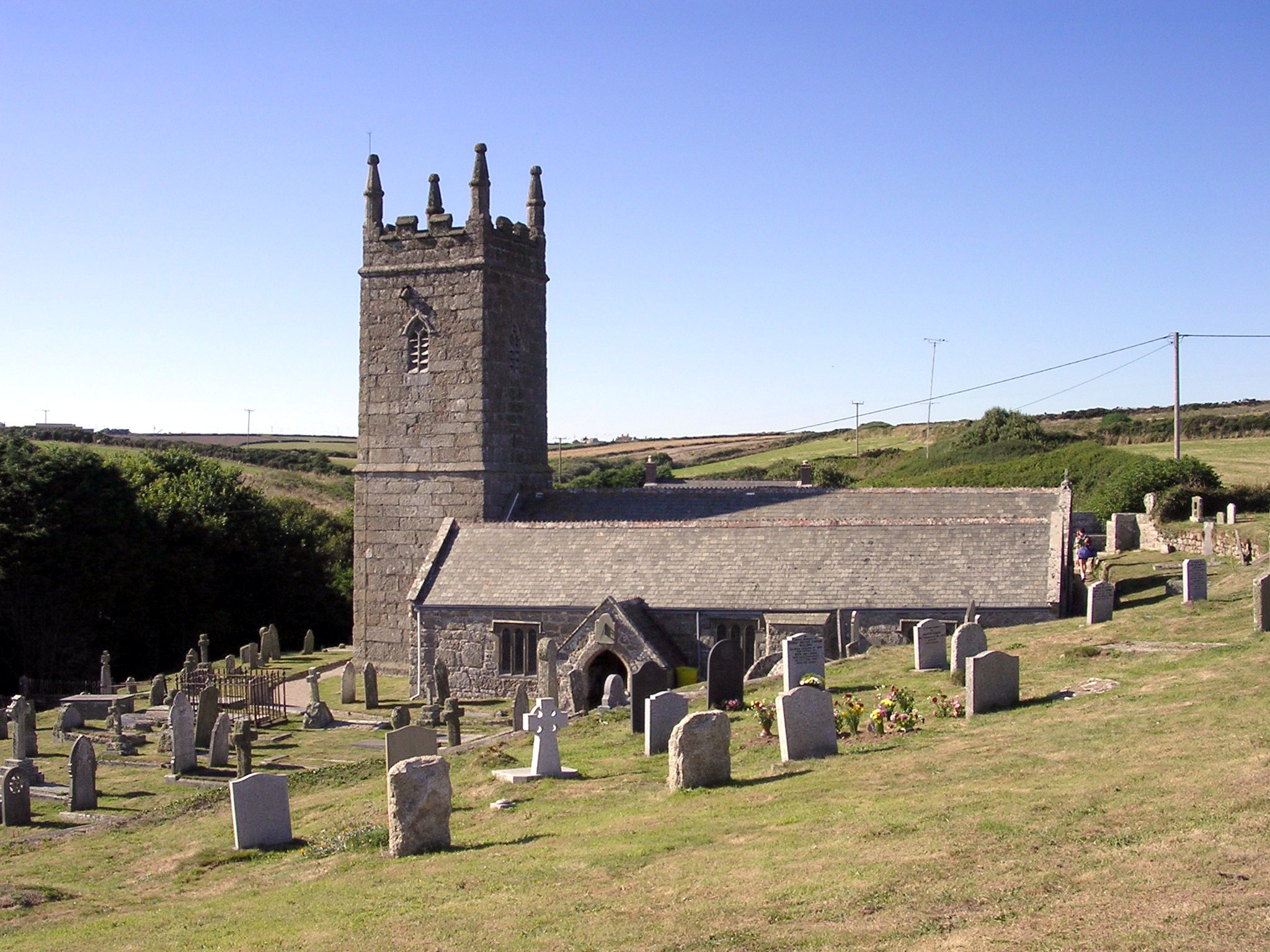
Kirche von St Levan, in der Nähe von Porthcurno

Der Teilort Porthcurno ist bekannt für seine einzigartige Bucht mit dem sandigen Strand Pednvounder Beach und für sein Freilichttheater Minack Theatre. Von 1870 bis 1970 war dieser Ort für die Seekabelkommunikation bedeutend. Die stillgelegten Anlagen kann man heute in einem Museum besichtigen.
Alle vier Jahre wird der Gemeinderat (bestehend aus 10 Ratsherren) von der Bevölkerung gewählt. Höhere Regierungsstelle in diesem Gebiet ist der Cornwall County Council.